# 島民抗中聯合
島民抗中聯合（英語：Taiwanese Localism Front，縮寫TLF ），簡稱島抗聯，是2016年在臺灣成立的反共祕密結社，亦為主張推翻中華人民共和國的抵抗組織，成員據信包含臺灣人、香港人與南蒙古人 。由於主張使用武力並試圖訓練民兵，並屢次支援香港獨立、南蒙古獨立、滿洲獨立與中國本土的抵抗運動，因而被多家香港親中媒體嚴詞抨擊與譴責 。

## 政治理念
島抗聯主張臺灣應加強軍備、改革軍隊體制，為本土決戰做準備，且主動支援香港抗爭，認為香港完全赤化將對臺灣防務造成威脅；並主張聯合所有中國境內的分裂勢力以圍剿中國共產黨，認為惟有消滅外部威脅以後方能終極實現臺灣的國族自決，使臺灣真正得以決定自身最終前途，成為正常國家。
在臺灣政治光譜中，島抗聯是較為罕見的激進主戰派團體，其無意推出公眾人物或參與選舉活動的作法也與臺灣絕大多數政治團體迥異；而在香港，建制派等親共人士則將島抗聯視為恐怖主義團體。

## 歷史
島抗聯前身為2014年於臺灣成立的非正式團體「先鋒黨」。2016年11月，原先鋒黨改組為「島民抗中聯合」，並陸續出現公開活動。外界對其成員總數與確切組織架構不甚瞭解，但許多中國本土媒體與香港媒體相信在臺灣各地與香港均有島抗聯成員。
2017年10月，島抗聯公布一封由內蒙古巴彥淖爾市當地蒙古族島抗聯成員所撰打的公開信，在臺灣引發討論。
2018年5月，島抗聯與香港民族陣綫、滿洲國協和會分別宣布彼此結盟，引來大公報與環球時報批評。
2021年11月，島抗聯於社群媒體發表涉及支持香港抗爭者行刺香港警隊警官的漫畫，被星島日報指責為「煽動恐怖主義」。